# 小宮義孝
小宮 義孝（こみや よしたか、1900年2月18日 - 1976年2月4日）は、日本の寄生虫学者。

## 略歴
埼玉県出身。旧制熊谷中学校、第一高等学校をへて、1925年東京帝国大学医学部卒、同衛生学教室助手。国崎定洞の影響を受けて社会医学を志す。1931年上海自然科学研究所に入所、寄生虫を研究。1932年「鐵筋コンクリート建病室に於ける換気に関する研究」で医学博士（東京帝国大学）。
戦後は、1949年群馬大学医学部教授、1952年目黒寄生虫館評議員、1966年国立予防衛生研究所長、1967年日本寄生虫学会名誉会員。1964年第8回野口英世記念医学賞を受賞。
戦前はマルクス主義者で、戦後も早くから中華人民共和国をたびたび訪れた。

## 著書
- 『農暦新春』華中鉄道　1944　華中鉄道江南叢書
- 『城壁 中国風物誌』1949　岩波新書
- 『集団検便・集団駆虫指針』金原出版　1956
- 『鉤虫と鉤虫症』績文堂出版　1958　保健衛生の研究と進歩
- 『新中国風土記 上海自然科学研究所のことども』メヂカルフレンド社　1958
- 『魚の体温 その他』光風社書店　1967

## 共編著
- 『日本プロレタリア編年史』編　同人社書店　1931
- 『日本における寄生虫学の研究』全5巻 森下薫,松林久吉共編　目黒寄生虫館　1961-65

## 翻訳
- エンゲルス『老戦友に与ふ ベツカーへの「忘れられた手紙」』喜多野清一共訳　叢文閣　1927
- エンゲルス『住宅問題』同人社書店　1928　社会問題叢書
- プレブス・リーグ編『心理学概論』改造文庫　1931

## 参考
- 鈴木了司 「小宮先生と私：科学の社会への役割」 『目黒寄生虫館ニュース』 第121号、1979年6月、884-885頁。
- デジタル版日本人名大辞典:
- 感染研小宮文庫